# Форт-Брідж
Форт-Брідж (англ. Forth Bridge) — залізничний консольний міст через затоку Ферт-оф-Форт, розташований за 14 км на захід від міста Единбург, Велика Британія. Будівництво моста розпочали в 1882 році, відкриття відбулося 4 березня 1890 року. На час своєї побудови він мав найбільший у світі консольний проліт (520 м), загальна довжина мосту склала 2467 м. Завдяки своєму дизайну, конструкції і передовими інженерними методами будівництва став одним з символів Шотландії. У 2015 році Форт-Бридж включили в перелік Світової спадщини ЮНЕСКО.
Форт-Брідж по сьогодні відіграє велике економічне значення. Щодня по ньому проходить близько 190—200 поїздів. Його експлуатацією займається британська залізнична комппанія «Network Rail». В 1964 поряд з ним відкрили автомобільний міст «Forth Road Bridge», а у 2017 ще один автомобільний міст — «Queensferry Crossing».